# Clase Chester
Los clase Chester fueron 3 cruceros ligeros de la Armada de los Estados Unidos. Fueron los primeros buques en ser designados como cruceros ligeros dentro de la US Navy. 

## Buques de la clase Chester
La clase, estaba formada por los buques 
- USS Chester (CL-1)
- USS Birmingham (CL-2)
- USS Salem (CL-3)

- Datos: Q2030605
- Multimedia: Chester class cruisers / Q2030605